# 圣伊里耶勒代雅拉
圣伊里耶勒代雅拉（法語：Saint-Yrieix-le-Déjalat，法語發音：[sɛ̃.t‿iʁjɛ lə deʒala]）是法国科雷兹省的一个市镇，属于蒂勒区。

## 地理
圣伊里耶勒代雅拉（45°27'25"N, 1°58'18"E）面积40.33 平方千米，位于法国新阿基坦大区科雷兹省，该省份为法国中南部省份，北起上维埃纳省和克勒兹省，西接多爾多涅省，南至洛特省，东临多姆山省和康塔爾省。
与圣伊里耶勒代雅拉接壤的市镇（或旧市镇、城区）包括：博讷丰、绍梅伊、埃格勒通、格朗赛涅、佩雷贝莱尔、罗西耶代格勒通、萨朗。

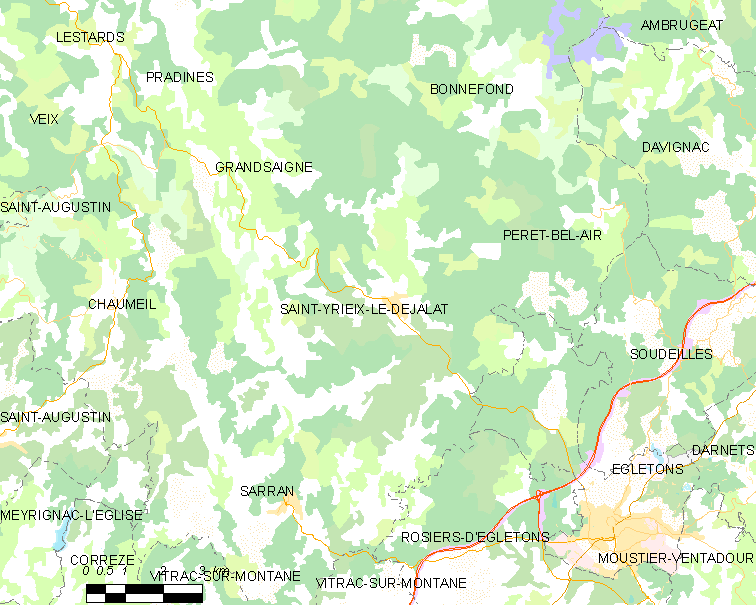
圣伊里耶勒代雅拉的OSM定位图

圣伊里耶勒代雅拉的时区为UTC+01:00、UTC+02:00（夏令时）。

## 行政
圣伊里耶勒代雅拉的邮政编码为19300，INSEE市镇编码为19249。

## 政治
圣伊里耶勒代雅拉所属的省级选区为埃格勒通县。

## 人口

1962-2008年间圣伊里耶勒代雅拉人口变化图示

圣伊里耶勒代雅拉于2022年1月1日时的人口数量为329人。